# Altaische Sprachen
Die altaischen Sprachen, auch Altaisprachen genannt, sind eine Gruppe aus etwa 60 in Eurasien verbreiteten Sprachen mit rund 200 bis 210 Millionen Sprechern (annähernd 220 bis 230 Mio. inklusive Zweitsprechern). Zuerst 1844 von Matthias Alexander Castrén im Rahmen der ural-altaischen Hypothese als Sprachfamilie beschrieben, wurde sie bis in die 1960er weithin als solche akzeptiert; mittlerweile wird sie aber meist als bloßer Sprachbund betrachtet, der aus mehreren nicht miteinander verwandten kleineren Familien besteht. Die Bezeichnung geht auf das zentralasiatische Altai-Gebirge zurück, das früher als Urheimat dieser Sprachen angenommen wurde.
Die altaische Sprachfamilie besteht laut ihren Befürwortern aus zumindest drei untergliederten Sprachfamilien, den Turksprachen, den mongolischen und den tungusischen Sprachen. Diese drei Sprachfamilien besitzen lexikalische, morphologische, phonetische und typologische Gemeinsamkeiten, die von einigen Wissenschaftlern als Beweis für ihre genetische Einheit und somit Rückführbarkeit auf eine gemeinsame Vorgängersprache (Protosprache) angesehen werden. Die Mehrheit der Forscher sieht jedoch diese Gemeinsamkeiten lediglich als Folge von lexikalen und strukturellen Entlehnungen an, die durch langzeitige areale Kontakte zwischen diesen Sprachgruppen entstanden sind.
Eine Mehrheit der Befürworter der altaischen Hypothese rechnet auch Koreanisch, die Japanisch-Ryūkyū-Sprachen und die Ainu-Sprache zum Altaischen. Diese erweiterte Version des Altaischen nennt man Makro-Altaisch. Die frühere Vorstellung einer speziellen uralisch-altaischen Sprachverwandtschaft gilt heute als überholt, diskutiert werden jedoch Hypothesen einer Verwandtschaft der altaischen Sprachen mit mehreren anderen nordeurasischen Sprachfamilien – darunter auch die uralischen Sprachen – und einigen isolierten Sprachen (siehe dazu die Artikel Eurasiatisch und Nostratisch). Der Nachweis einer sprachgenetischen Beziehung wird jedoch durch diverse Faktoren erschwert. Nicht nur in der Beziehung des Japanischen zu den anderen altaischen Sprachgruppen, sondern auch hinsichtlich der Zusammengehörigkeit der tungusischen, mongolischen und turkischen Sprachen als Mitglieder der altaischen Sprachfamilie herrscht kein Konsens.

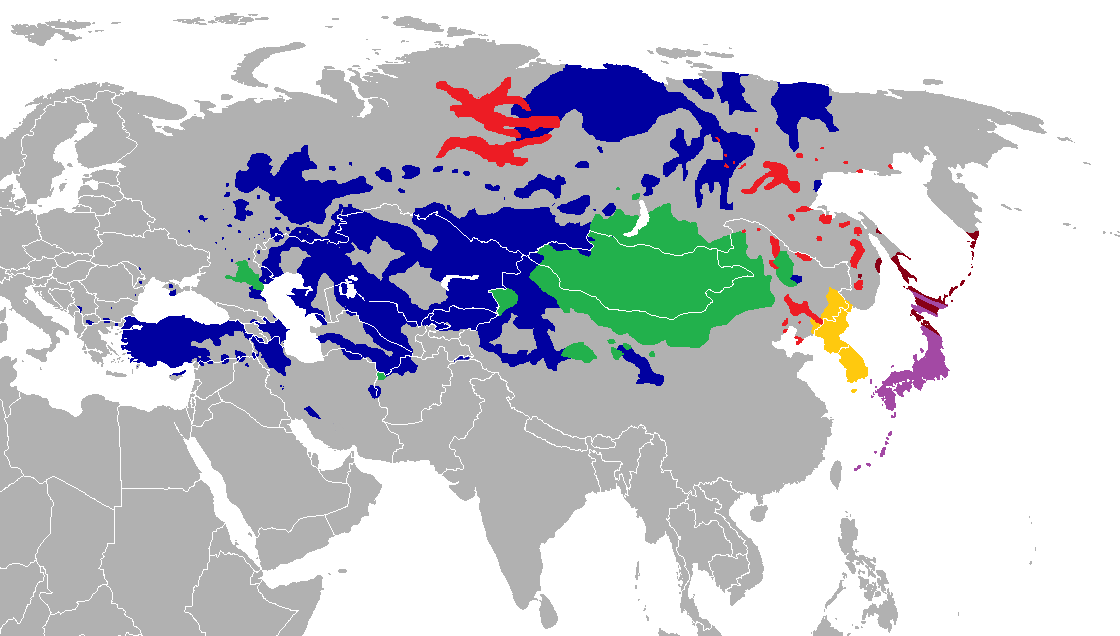
Die altaische Sprachfamilie. Blau: Turksprachen, grün: Mongolisch, rot: Tungusisch, Gelb: Koreanisch, Violett: Japanisch, Dunkelrot: Ainu.

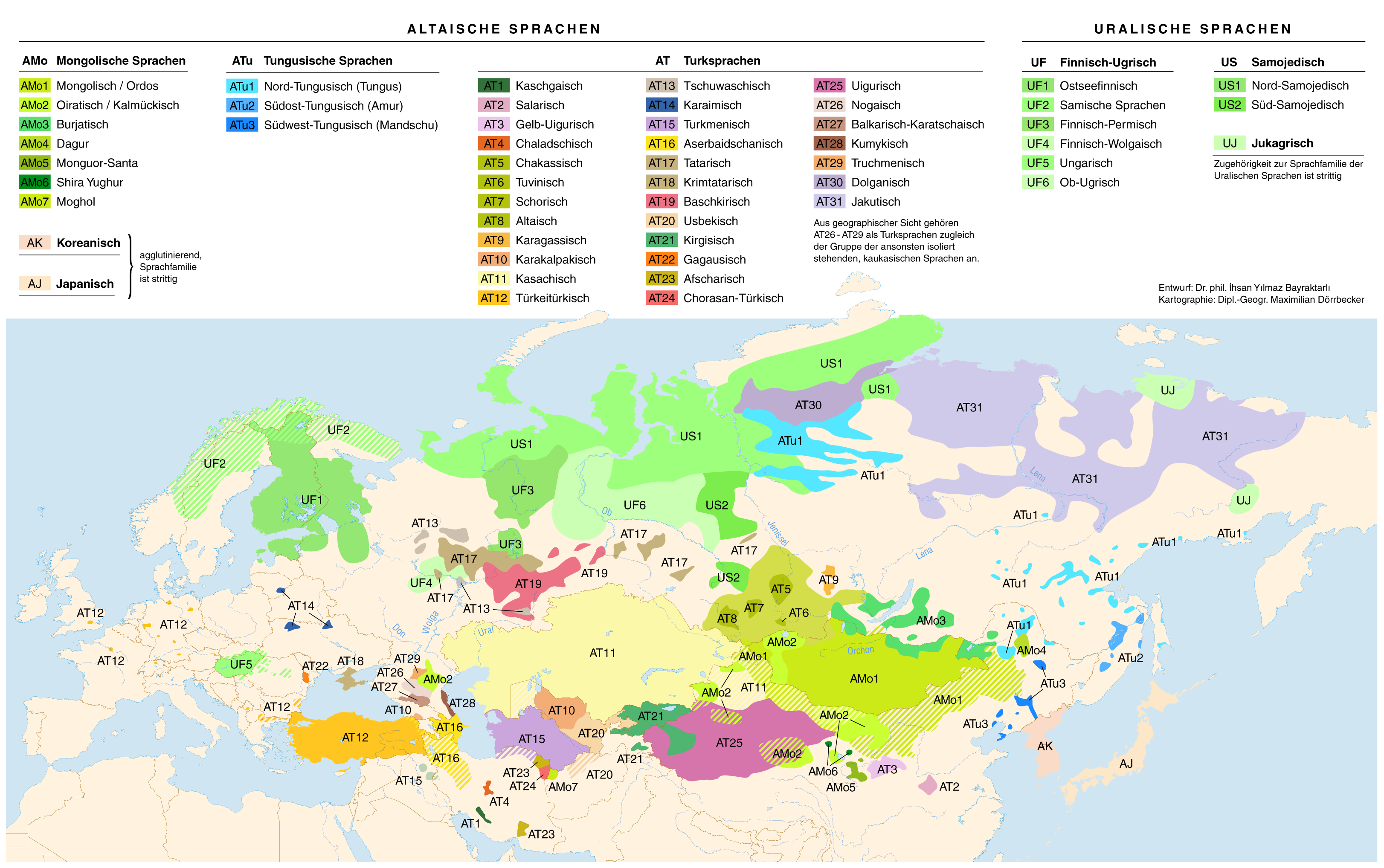
Karte der altaischen und uralischen Sprachen

## Die altaischen Sprachen und ihre Verbreitung
Die Gruppe der altaischen Sprachen (im engeren Sinne) – insgesamt etwa 60 Sprachen mit 275 Millionen Sprechern – besteht aus drei klar definierten Sprachfamilien sehr unterschiedlicher Größe:
- Mongolische Sprachen: 14 Sprachen, 7,5 Mio. Sprecher
- Tungusische Sprachen: 12 Sprachen, 75.000 Sprecher
- Turksprachen: 41 Sprachen, 180 bis 200 Mio. Sprecher

Die Turksprachen werden in einem breiten – teilweise von anderen Sprachgruppen unterbrochenen – Streifen gesprochen, der von Südosteuropa über die Türkei, Aserbaidschan, Iran, die zentralasiatischen Staaten Turkmenistan, Usbekistan, Kasachstan, Kirgisistan und Westchina nach Sibirien reicht. Die mongolischen Sprachen sind hauptsächlich im östlich angrenzenden Gebiet – im russischen Burjatien, der Mongolei und der chinesischen Inneren Mongolei – verbreitet, das Tungusische schließt sich in versprengten kleinen Gruppen weiter nordöstlich in Nordchina und Ostsibirien an.
Die Turksprachen und mongolischen Sprachen sind jeweils Familien eng verwandter Sprachen, so dass eine Binnengliederung schwierig ist. Das Tungusische weist eine größere Variationsbreite auf, ohne dass die genetische Zusammengehörigkeit zweifelhaft wäre. Wesentlich problematischer ist – wie nachfolgend ausführlich dargestellt wird – die Frage der genetischen Einheit der drei Gruppen als altaische Sprachfamilie.
Shiro Hattori (1964) ordnete das Ainu einem Makro-Altaisch oder Altaischen im weiteren Sinne zu, das außer dem Turkischen, Mongolischen und Tungusischen auch das Japanische, Koreanische und eben das Ainu enthielte. Roy Andrew Miller (1971) ordnet die japanische Sprache und die koreanische Sprache auch zum altaischen. Hieraus ergäbe sich die Struktur einer hypothetischen makro-altaischen Sprachfamilie.

## Älteste Überlieferungen
Das älteste erhaltene Sprachdenkmal der Gruppe ist eine mongolische Inschrift vom Ende des 6. oder Anfang des 7. Jahrhunderts, die Inschrift von Chüis Tolgoi (Хүйс толгойн хөшөөний бичээс). Der älteste zusammenhängende altkoreanische Text stammt aus dem Jahr 594 oder 596, der älteste altjapanische aus dem Jahr 697, der älteste alttürkische (Orchon-Runen) aus dem Jahr 713, tungusische Texte erst ab dem 12. Jahrhundert.

## Die größten altaischen Sprachen
Die wichtigsten Turksprachen sind
- Türkisch, mit 70 bis 80 Mio. Sprechern die mit Abstand sprecherreichste altaische Sprache
- Aserbaidschanisch, 30 Mio.
- Usbekisch, 24 Mio.
- Kasachisch, 11 Mio.
- Uigurisch, 8 Mio.
- Turkmenisch, 6,8 Mio.
- Kirgisisch, 3,7 Mio.
- Tatarisch, 1,6 Mio.
- Kaschkai, 1,5 Mio.

Außer dem Tatarischen, Uigurischen und Kaschkai sind die genannten Sprachen die Nationalsprachen ihrer jeweiligen Staaten, die bis auf die Türkei erst nach dem Zusammenbruch der Sowjetunion entstanden sind.
Die einzige mongolische Sprache, die mehr als eine Million Sprecher hat, ist
- Mongolisch (Chalcha) mit 6 Mio. Sprechern,

das gleichzeitig die Nationalsprache der Mongolei ist und – nach Sprecherzahl – bereits 80 % aller Sprecher mongolischer Sprachen ausmacht. Größere mongolische Sprachen sind noch das Burjatische (400.000), Oiratische (350.000) und das Santa (250.000). (Siehe Artikel Mongolische Sprachen.)
Die tungusische Familie weist nur noch „kleine“ Sprachen auf, die fast alle stark gefährdet sind. Früher hatte das heute nahezu ausgestorbene Mandschu eine weite Verbreitung in Nordostchina – der Mandschurei. Im 17. Jahrhundert wurde China von den Mandschu, die aus den schon einmal eine Dynastie bildenden Dschurdschen (Jin-Dynastie) hervorgingen, erobert. Das Mandschu wurde neben dem Chinesischen offizielle Staatssprache des kaiserlichen China, verlor aber trotz ihrer hohen Stellung am Hof bereits vor der Revolution von 1911 immer mehr an Prestige, Sprecherzahl und geographischer Verbreitung. (Siehe auch: Tungusische Sprachen.)

## Typologische Merkmale der altaischen Sprachen
Typologisch weisen die drei Hauptgruppen der altaischen Sprachen (Koreanisch, Japanisch und Ainu sollen hier nicht betrachtet werden) große Gemeinsamkeiten auf. Einige wichtige Charakteristika sind:
- Einfache Phoneminventare, einfache Silbenstruktur (meist KV), kaum Konsonantencluster.
- Vokalharmonie, die auf verschiedenen Vokaloppositionen beruhen kann: vorne-hinten, gerundet-ungerundet, hoch-tief. Beispiele aus dem Türkischen:
  - (1) elma.lar „Äpfel“, aber ders.ler „Lektionen“
  - (2) ev.de „im Haus“, aber orman.da „im Wald“
  - (3) işçi.lik „Kunstfertigkeit“
  - (4) pazar.lık „Geschäftstüchtigkeit“
  - (5) çoğun.luk „Mehrheit“
  - (6) ölümsüz.lük „Unsterblichkeit“
In (1) und (2) gleicht sich der Vokal des Pluralsuffixes /-ler/ oder /-lar/ und des Lokativsuffixes /-de/ oder /-da/ dem Stammvokal in der Artikulationsstelle (hinten-vorn) an.
Zu (3–6): Das Suffix /-lik/ „-keit“ besitzt vier Varianten, die sich sowohl der Artikulationsstelle des Stammvokals (hinten-vorn) als auch seiner Rundung anpassen.
- Die Vokalharmonie ist in nahezu allen altaischen Sprachen erhalten, teilweise allerdings nur in den gesprochenen Varianten, während sie nicht mehr im Schriftbild deutlich wird (z. B. im Usbekischen).
- Eine durchgehend agglutinative Wortbildung und Flexion, und zwar nahezu ausschließlich durch Suffixe. Dies kann – wie das folgende selbsterklärende Beispiel aus dem Kasachischen zeigt – zu sehr langen und komplexen Bildungen führen (allerdings werden im Normalfall selten mehr als drei bis vier Suffixe verwendet). Jedes Morphem hat eine spezifische Bedeutung und grammatische Funktion und ist – abgesehen von den Erfordernissen der Vokalharmonie – unveränderlich. Ein Beispiel aus dem Kasachischen (einer Turksprache):
  - jaz schreiben
  - jaz.u das Schreiben
  - jaz.u.šı der Schreiber
  - jaz.u.šı.lar die Schreiber
  - jaz.u.šı.lar.ım meine Schreiber
  - jaz.u.šı.lar.ım.ız unsere Schreiber
  - jaz.u.šı.lar.ım.ız.da zu unseren Schreibern gehörig
  - jaz.u.šı.lar.ım.ız.da.γı das zu unseren Schreibern gehörende
  - jaz.u.šı.lar.ım.ız.da.γı.lar die zu unseren Schreibern gehörenden (Dinge)
  - jaz.u.šı.lar.ım.ız.da.γı.lar.dan von den zu unseren Schreibern gehörenden (Dingen)
- Die agglutinative Flexion der Nomina und vor allem der Verben ist sehr komplex, aber auch äußerst regelmäßig. Adjektive werden dagegen kaum gebeugt, sie zeigen auch keine Kongruenz mit ihrem Bestimmungswort, dem sie vorausgehen. (Quantifizierer werden meist nachgestellt.)
- Es gibt keine Artikel. Ersatz für den unbestimmten Artikel ist oft das Zahlwort „eins“.
- Es gibt kein grammatisches Geschlecht, sogar für ‚er‘ und ‚sie‘ (fem.sg.) gibt es keine unterschiedlichen Pronomina.
- Postpositionen werden gegenüber Präpositionen bevorzugt.
- Relativsätze werden durch Partizipial- und Gerundivkonstruktionen ersetzt (vgl. im obigen Beispiel die Anwendung des Suffixes -γı).
- Das Verbum steht am Satzende, die normale Satzfolge ist SOV (Subjekt-Objekt-Verb).
- Bei den Wortarten werden im Wesentlichen nur zwei Gruppen, nämlich Nomina und Verben, unterschieden. Innerhalb dieser Gruppen herrscht Variabilität (z. B. kann das mongolische Wort dundaa sowohl als Substantiv („Mitte“) als auch als Adjektiv („zentral“), Adverb oder Postposition („in der Mitte von …“) fungieren.)
- Die altaischen Sprachen – im engeren Sinne – unterscheiden sich von anderen ostasiatischen Sprachen durch zwei wesentliche Eigenschaften: es gibt keine besonderen honorifizierenden Formen und keine nennenswerte Ausprägung einer spezifischen Frauensprache (wie z. B. im Japanischen, siehe dazu die Artikel Japanische Höflichkeitssprache und Geschlechtsunterschiede im gesprochenen Japanisch).

Weitere Charakteristika und Beispiele sind innerhalb der Beschreibungen der einzelnen Sprachfamilien zu finden. Diese typologischen Übereinstimmungen genügen nach heute allgemeiner Ansicht in der Fachwelt nicht zur Begründung der genetischen Einheit der altaischen Sprachen. Spezifische Frauensprache und Honorativa wie im Japanischen sind zudem auch bei anderen Sprachen (wie Thai und Indonesisch) stark hierarchisch gegliederter und traditionell geprägter sesshafter Gesellschaften zu finden, das heißt ein kulturelles Phänomen und kein Zeichen sprachlicher Verwandtschaft. Außerdem finden sich gleiche typologische Merkmale in den uralischen und verschiedenen paläosibirischen Sprachen.

## Die Struktur der altaischen Sprachfamilien
Nach den aktuellen Forschungsergebnissen ergeben sich für die drei Sprachfamilien, die die Gruppe der altaischen Sprachen bilden, folgende Klassifikationen (zu Sprecherzahlen, Dialekten und anderen Details siehe den unten angegebenen Weblink zur Klassifikation):

### Die Turksprachen
- Turksprachen
  - Oghur (Bolgarisch)
    - Bolgarisch †, Tschuwaschisch, Chasarisch †

  - Turksprachen ieS
    - Kiptschak (Nordwest-Zentral-Gruppe)
      - Krimtatarisch, Kumykisch, Karatschai-Balkarisch, Karaimisch
      - Tatarisch, Baschkirisch, Kumanisch †
      - Kasachisch, Kirgisisch, Karakalpakisch, Nogaisch

    - Oghus (Südwest-Gruppe)
      - Türkisch, Aserbaidschanisch, Gagausisch
      - Turkmenisch, Chorasan-Türkisch
      - Kaschkai, Aynallu, Sonkor; Afsharisch
      - Salarisch

    - Uighur (Südost-Gruppe)
      - Tschagataisch †
      - Alttürkisch † , Usbekisch, Uigurisch
      - Yugur (Sary-Uigur), Ainu (Aynu), Ili-Türkisch

    - Sibirisch (Nordost-Gruppe)
      - Jakutisch, Dolganisch
      - Chakassisch, Tuwinisch, Tofalarisch, Altaisch, Tschulymisch

    - Arghu
      - Chaladsch

### Die mongolischen Sprachen
- Mongolisch
  - Nordost-Mongolisch
    - Daur (Dagur)
    - Chitan †

  - Nord-Mongolisch
    - Burjatisch, Chamnigan

  - Zentral-Mongolisch
    - Mongolisch, Ordos
    - Oiratisch, Kalmückisch

  - Süd-Zentral-Mongolisch
    - Shira Yughur

  - Südost-Mongolisch
    - Mongghul (Huzhu Mongghul)
    - Mangghuer (Minhe Mangghuer)
    - Bonan (Bao'an, Paoan, Paongan)
    - Santa (Dongxiang, Tungxiang, Tung)

  - Südwest-Mongolisch
    - Mogholi (Moghol)

### Die tungusischen Sprachen
- Tungusisch
  - Nord-Tungusisch
    - Ewenisch (Lamut)
    - Ewenkisch-Solon, Orotschonisch
    - Negidalisch

  - Südost-Tungusisch
    - Nanai (Gold, Hezhe), Ultscha, Orok (Ulta)
    - Udihe, Orotsch

  - Südwest-Tungusisch (Mandschurisch)
    - Mandschurisch, Xibe (Sibe, Xibo), Juchen (Jurchen, Nuchen) †

James Marshall Unger vermutet, dass die tungusischen Sprachen mit dem Koreanischen und dem Japanischen verwandt sind, jedoch nicht mit dem Rest der altaischen Sprachen.

### Koreanisch und Japanisch-Ryukyu
Da auch das Koreanische und das Japanische von manchen Forschern zum Altaischen gerechnet werden, folgt hier die Struktur der kleinen Sprachfamilie Japanisch-Ryukyu (126 Mio. Sprecher). Das Koreanische ist eine Einzelsprache mit 78 Mio. Sprechern ohne nähere Verwandte.
Riley fand 2003 Übereinstimmungen zwischen dem Koreanischen Goguryeo und Altjapanisch, daher bekräftigen manche Forscher wieder die alte Hypothese, dass Koreanisch und Japanisch miteinander verwandt seien – allerdings bei unbekannter zeitlicher Tiefe der gemeinsamen Protosprache und bei ungeklärter Verwandtschaft mit den eigentlichen altaischen Sprachen. Im Jahr 2016 wurden erneut Hinweise auf eine Verwandtschaft zwischen Koreanischen und Japanischen behauptet.
Allerdings widerspricht Vovin 2012 der Theorie dass das Japanische mit dem Koreanischen verwandt sei und dass Übereinstimmungen auf Sprachkontakt hindeuten, da die proto-Sprachen große Unterschiede aufweisen. Er vermutet dass die Kaya-Sprache im südlichen Korea eine Para-Japanische Sprache war die später von proto-Koreanern assimiliert wurde und durch diesen Kontakt die Ähnlichkeiten entstanden.
Die angebliche Verwandtschaft zwischen Koreanisch und Japanisch ist weiterhin umstritten und die Ähnlichkeiten werden im Allgemeinen auf Kontakt zurückgeführt. Der Linguist Alexander Vovin beurteilt darüber noch hinausgehende Versuche, das Japanische mit den altaischen Sprachen in Verbindung zu bringen, als abwegig und wissenschaftlich wertlos.
- Koreanisch
  - Koreanisch (Dialekte: Hamgyeong, Pyeongan, Zentral, Chungcheong, Gyeongsang, Jeolla) mit den Vorstufen des heutigen Koreanischen im textlich belegten altkoreanischen Goguryeo, Baekje und Silla sowie dem Mittelkoreanischen.
  - Jeju
- Japanisch-Ryukyu
  - Japanisch
    - Japanisch

  - Ryūkyū-Sprachen
    - Okinawa-Amami
      - Amami (Dialekte: Amami-Oshima, Kikai, Toku-no-shima)
      - Okinawa (Dialekte: Shuri, Kunigami, Oki-no-erabu, Yoron)

    - Sakishima
      - Miyako-Yaeyama
      - Yonaguni

Einige Forscher gehen von einer einzigen Sprache Japanisch aus; die Ryukyu-Sprachen stellen dann nur aberrante Dialekte des Japanischen dar.
Eine 2015 durchgeführte Analyse durch das Automated Similarity Judgment Program ergab Hinweise, dass die Japanisch-Ryūkyū-Sprachen mit der Ainu-Sprache und mit den austroasiatischen Sprachen verwandt sein könnten, aber keine Verwandtschaft zu dem Altaischen (Turkisch, Mongolisch) bestehe. Die Verwandtschaft mit der Ainu-Sprache ist umstritten, das Japanische eventuell Einflüsse aus der Proto-Ainu Sprache übernahm.
Einige andere Analysen des proto-Japanischen deuten ebenfalls auf einen Ursprung im südlichen oder südöstlichen China hin aber mit möglicher Verwandtschaft zu den dort heute existierenden Sprachen: Sinotibetisch oder Tai-Kadai.

## Die Geschichte der Klassifikation der altaischen Sprachen
Die Klassifikation der altaischen Sprachen besitzt eine lange und wechselvolle Geschichte. Das Erstaunliche dabei ist, dass das 19. Jahrhundert einen eher breiten Ansatz verfolgte – viele Sprachgruppen wurden dem Altaischen zugeordnet –, während sich im 20. Jahrhundert dieser Ansatz zusehends verengte, um dann mit den eurasischen Makrofamilien (Nostratisch, Eurasiatisch und Makro-Altaisch) wieder ins andere Extrem zu fallen. Für die Untergruppierungen der historischen Klassifikationsansätze werden der leichteren Vergleichbarkeit halber die modernen Bezeichnungen verwendet. Die Kurzbezeichnung Turkisch meint im ganzen Abschnitt die Sprachfamilie aller Turksprachen.

### Strahlenberg, Rask und Schott
Nachdem bereits im 17. Jh. einige Grammatiken altaischer Sprachen erschienen, legte Philip Johan von Strahlenberg 1730 eine erste Klassifikation des „Tatarischen“ vor, das außer den heute altaisch genannten Sprachgruppen Turkisch, Mongolisch und Tungusisch auch das Uralische und Kaukasische umfasste. Das Mandschu gliederte er fälschlich dem mongolischen und nicht dem tungusischen Zweig an.
Strahlenberg 1730
- Tatarisch
  - Finno-Ugrisch
  - Samojedisch
  - Turkisch
  - Mongolisch-Mandschu
  - Tungusisch
  - Kaukasisch

Dieser Ansatz wurde im 19. Jh. teilweise noch erweitert, aber auch schon in die heute von der Mehrheit der Forscher vertretene Richtung verengt. Ein sehr breiter Ansatz stammt von Rasmus Christian Rask 1834, dessen „skythische“ Familie an die nostratischen oder eurasiatischen Hypothesen der letzten Jahre erinnert. Dabei wird das Mandschu korrekt zum Tungusischen gestellt und die Einheit des Finnisch-Ugrischen und Samojedischen als Uralisch erkannt.
Rask 1834
- Skythisch
  - Turkisch
  - Mongolisch
  - Tungusisch
  - Uralisch
  - Eskimo
  - Tschuktscho-Kamtschadalisch
  - Kaukasisch
  - Baskisch

Der bereits umfassende Ansatz von Rask wurde von M. Müller 1855 übertroffen, der auch Thai, Tibetisch, Drawidisch und Malaiisch hinzufügt – und damit alle Bestrebungen heutiger Nostratiker und Eurasiatiker übertrifft.
Im Gegensatz zu Rask reduziert die Klassifikation von Wilhelm Schott 1849 das Altaische auf die heute altaisch und uralisch genannten Gruppen. Seine Bedeutung liegt insbesondere darin, die strengen Ansprüche der jungen Indogermanistik teilweise auf die altaischen Sprachen übertragen zu haben. Dies bedeutete vor allem die Erkenntnis, dass bloße typologische Gemeinsamkeiten nicht zur Begründung genetischer Verwandtschaft von Sprachen herangezogen werden dürfen, sondern dass man sich dabei auf lexikalisches und morphologisches Material stützen muss. Das Kaukasische wird ebenso wie die anderen exotischen Gruppen Rasks als Bestandteil der altaischen Familie aufgegeben. Übrig bleiben die heute altaisch und uralisch genannten Sprachgruppen, die Schott „tschudisch“ bzw. „tatarisch“ nennt. Damit erreicht Schott einen Standpunkt, der bis in die Mitte des 20. Jahrhunderts weithin akzeptiert wurde („ural-altaische Sprachfamilie“).
Schott 1849
- Ural-Altaisch
  - Tschudisch
    - Finno-Ugrisch
    - Samojedisch

  - Tatarisch
    - Turkisch
    - Mongolisch
    - Tungusisch

### Aufgabe der genetischen Einheit des Altaischen
Im Folgenden ergeben sich zwei Tendenzen – Verengung und Erweiterung der altaischen Sprachgruppe.
Die zunächst von fast allen Forschern auf Grund typologischer Gemeinsamkeiten vertretene uralisch-altaische Einheit wurde aufgegeben. Sie findet heute keine wissenschaftlichen Anhänger mehr, ist aber immer noch in der populären Literatur verbreitet.
In der Folge wird die genetische Einheit Turkisch-Mongolisch-Tungusisch in Frage gestellt oder sogar aufgegeben und diese drei Familien werden als genetisch separate Gruppen aufgefasst (G. Clauson 1956, G. Doerfer 1963). Die unbestreitbaren Gemeinsamkeiten dieser drei Sprachfamilien werden von Clauson und Doerfer ausschließlich typologisch oder als Folge von – teilweise sehr frühen – Sprachkontakten und Entlehnungen interpretiert (dagegen äußerst entschieden R. A. Miller 1991).

### Erweiterung zum Makro-Altaischen: Ramstedt, Poppe u.a.
Von anderen Forschern werden hingegen dem eigentlichen Altaischen noch weitere Einzelsprachen hinzugefügt, nämlich
- Koreanisch, 78 Mio. Sprecher
- Japanisch, 126 Mio. Sprecher (4 Sprachen mit den Ryukyu-Sprachen)
- Ainu, (fast ausgestorben, gesprochen auf Hokkaido und Sachalin)

So entstehen verschiedene Formen des Makro-Altaischen, die unterschiedlich klassifiziert werden. Ramstedt 1957 betrachtet – zusätzlich zum Turkischen, Mongolischen und Tungusischen, deren genetische Einheit er als erwiesen ansieht – das Koreanische als einen vierten unabhängigen Zweig der altaischen Familie.
Ramstedt, Polivanov 1920
- Ural-Altaisch
  - Altaisch
    - Turkisch
    - Mongolisch
    - Tungusisch
    - Koreanisch

  - Uralisch
    - Finnisch
    - Ungarisch
    - Ugrisch

Ramstedt 1957
- Altaisch
  - Turkisch
  - Mongolisch
  - Tungusisch
  - Koreanisch

Poppe 1965 geht von einer Zweiteilung in eine eigentliche altaische Gruppe und dem Koreanischen als gleichrangiger Zweig aus. Im eigentlichen Altaischen stellt er das Mongolisch-Tungusische als eine enger verwandte Gruppe den Turksprachen gegenüber (die er – wie viele andere – in das eigentliche Turkische und das Tschuwaschische aufspaltet).
Poppe 1965
- Altaisch
  - Altaisch i. e. S.
    - Turkisch
    - Mongolisch-Tungusisch

  - Koreanisch

Miller 1971 nimmt das Japanische hinzu, Street 1962 und Patrie 1982 auch noch das Ainu. Während Street und Patrie die eigentliche altaische Gruppe gegen eine Einheit Koreanisch-Japanisch-Ainu setzen, sieht Miller eine westliche Gruppe (Türkisch-Tschuwaschisch) und eine östliche aus Mongolisch, Tungusisch, Koreanisch und Japanisch (wobei er das Tungusische enger zum Koreanisch-Japanischen stellt). Jedoch wird die Inklusion des Japanischen eher als eine Randtheorie behandelt, da sie eher Ähnlichkeiten zu den Sino-Tibetischen Sprachen aufweist.
Street 1962 / Patrie 1982
- Nordasiatisch
  - Altaisch
    - Tungusisch-Mongolisch
    - Turkisch

  - Koreanisch-Japanisch-Ainu
    - Koreanisch-Japanisch
      - Koreanisch
      - Japanisch-Ryukyu

    - Ainu

Miller 1971
- Altaisch
  - West-Altaisch
    - Tschuwaschisch
    - Turkisch

  - Ost-Altaisch
    - Mongolisch
    - Tunguso-Koreanisch-Japanisch
      - Tungusisch
      - Koreanisch-Japanisch
        - Koreanisch
        - Japanisch-Ryukyu

### Das Altaische im Rahmen des Nostratischen und Eurasiatischen
Die makro-altaischen Tendenzen finden ihre extreme Ausprägung in der nostratischen und eurasiatischen Hypothese, die das Altaische insgesamt oder einige seiner Komponenten als Zweige der nostratischen bzw. eurasiatischen Makrofamilie ansieht. Hier als Beispiel die eurasiatische Makrofamilie Greenbergs und die Position der altaischen Sprachen innerhalb dieser Makrofamilie (makro-altaische Gruppe in Halbfett):
Greenberg 2000
- Eurasiatisch
  - Etruskisch †
  - Indogermanisch
  - Uralisch-Jukagirisch
  - Altaisch
    - Turkisch
    - Mongolisch
    - Tungusisch

  - Koreanisch-Japanisch-Ainu
    - Koreanisch
    - Japanisch-Ryukyu
    - Ainu

  - Giljakisch (Nivchisch)
  - Tschuktscho-Kamtschadalisch
  - Eskimo-Aleutisch

Innerhalb der nostratischen Hypothese nehmen die altaischen Sprachen eine ähnliche Position wie im Eurasiatischen ein (siehe Artikel Nostratisch). Da die eurasiatische und nostratische Makrofamilie bisher nur sehr geringe Akzeptanz in der Fachwelt gefunden haben, ist auch die Frage der Einordnung der altaischen Sprachen hypothetisch.

## Altaisch – genetische Einheit oder nicht?
Etliche Forscher gehen heute – trotz weiterbestehender Zweifel ihrer Kritiker – aufgrund lexikalischer, morphologischer, syntaktischer und phonetischer Gemeinsamkeiten von der genetischen Einheit der Turksprachen, des Mongolischen und Tungusischen als altaische Sprachfamilie aus. Entsprechend gibt es unter diesen Wissenschaftlern verschiedene Bestrebungen zur Rekonstruktion der gemeinsamen Protosprache. Die Hinzunahme des Koreanischen findet dabei einige, aber nicht durchgehende Unterstützung. Deutlich geringer ist die Zustimmung zum Japanischen als Mitglied der altaischen Familie. Dies gilt noch mehr beim Ainu, obwohl einzelne Arbeiten durchaus interessante Ansätze enthalten.
Es sollte aber nicht übersehen werden, dass eine nach wie vor große Gruppe von Forschern die genetische Einheit des Türkisch-Mongolisch-Tungusischen für bisher unbewiesen, grundsätzlich unbeweisbar oder gar für definitiv widerlegt halten.
Zwei Szenarien der sprachlichen Entwicklung stehen sich daher im Wesentlichen gegenüber:
- Szenario I: Es gab wirklich einst eine gemeinsame altaische Ursprache, die in den zentralasiatischen Steppen im Bereich des Altai-Gebirges gesprochen wurde. Bereits dort fand – vor vielleicht 4.000–3.000 Jahren – die Aufspaltung in eine westliche türkische, zentrale mongolische und östliche tungusische Gruppe statt. Bereits vorher dürfte sich eine östliche Gruppe in Richtung Mandschurei ausgebreitet haben. Dort bildete sich dann das altkoreanische Goguryeo und nach Übersetzen auf die japanischen Inseln die Yayoi-Kultur als Mischung zwischen den Einwanderern und der früheren nicht-altaischen Jōmon-Kultur. Doch neueste Erkenntnisse zeigen, dass der Ursprung von Koreanern mit den Funden in der Devil's Gate Höhle an der Pazifikküste Russlands in Verbindung steht.[21]

- Szenario II: Konvergenz durch Kontakt und Austausch: Die türkischen, mongolischen und tungusischen Gruppen – und eventuell auch das Koreanische – entwickelten sich aus verschiedenen Protosprachen in relativ enger geographischer Nachbarschaft, so dass über einen längeren ungestörten Zeitraum Vokabular wechselseitig entlehnt wurde und sich auch Gemeinsamkeiten in der Phonologie und Morphologie entwickelten (vgl. die Thesen von Dixon 1997 über Konvergenz von Sprachen in langen Phasen ungestörten Gleichgewichts). Aus dem zentralasiatischen Gebiet breiteten sich die altaischen Gruppen in vielen Wanderungswellen bis in ihre heutigen Wohnsitze aus. Die Ähnlichkeit vorerst typologisch sinitischer, bzw. südostasiatischer japanischer Sprachen entstand folglich aus späterem Kontakt mit den koreanischen Sprachen.[22] Dies wird unterstützt durch die rekonstruierten Ursprachen. So zeigen das Urtürkische, das Urmongolische und das Urtungusische nahezu keine Übereinstimmungen, aber die heutigen Sprachen ähneln einander. Aus dieser Beobachtung ziehen Linguisten weltweit den Schluss, dass wenn die altaische Sprachfamilie existieren sollte, diese nur ein Sprachbund ist, und somit keinerlei genetische Verbindungen zwischen den Sprachen bestehen.[23]

Eine linguistische Analyse aus dem Jahr 2015 ergab, dass die Mongolische Sprache mit den Tungusischen Sprachen, aber auch mit den Turksprachen verwandt sein könnte, es aber keine genetische Verwandtschaft zu den Japanisch-Ryūkyū-Sprachen aufweise. Das Koreanische wurde in dieser Analyse nicht mit eingerechnet. Gerhard Jäger glaubt aber, dass das Koreanische weder mit den Altaischen Sprachen noch mit dem Japanischen verwandt ist.

### Altaische Wortgleichungen
Es gibt keine überwältigende Fülle überzeugender Wortgleichungen, die Komponenten aus allen fünf potentiellen Zweigen des Altaischen enthalten. Viel zahlreicher sind zweiseitige turksprachig-mongolische, mongolisch-tungusische, koreanisch-tungusische oder koreanisch-japanische Parallelen. Dennoch lassen sich durch den Vergleich der rekonstruierten Protoformen aus dem Bereich der Körperteile einige interessante „altaische“ Parallelen finden (Nach S. Starostin, Altaic Etymological Dictionary. Schreibweise vereinfacht).
Turksprachige, mongolische und tungusische Proto-Formen (Körperteile)
| Bedeutung     | Proto- Turksprach. | Proto- Mongolisch | Proto- Tungusisch |
| ------------- | ------------------ | ----------------- | ----------------- |
| Brust         | *gokur             | *koko'u           | *kukun            |
| Schulter      | *jagyr             | *dajira           | *daga             |
| Schlüsselbein | *egin              | *egem             | *emuge            |
| Eingeweide    | *kurg-sak          | *kurkag           | *xurke            |
| Hand, Arm     | *kary              | *gar              | .                 |
| Handgelenk    | *bilek             | *begelej          | *bilen            |
| Kopf          | *tum               | *tom              | *tum-nu           |
| Zunge, lecken | *so:r              | *soru             | *sori             |
| Ferse         | *topyk             | *tojig            | *topug            |

### Makro-altaische Wortgleichungen
Die nächste Zusammenstellung erweitert das Spektrum auf einen größeren Ausschnitt des Grundwortschatzes. Zusätzlich zu den turksprachlichen, mongolischen und tungusischen Formen werden auch koreanische und japanische herangezogen. Allerdings beziehen sich die Wortgleichungen nicht mehr nur auf Einzelbegriffe, sondern auf teilweise recht weite Bedeutungsfelder. Die Darstellung umfasst für jeden Begriff bzw. jedes Bedeutungsfeld in der ersten Zeile die rekonstruierten Protoformen der fünf Protosprachen (beim Koreanischen und Japanischen die ältesten belegten Formen), außerdem die hypothetische altaische Protoform. In einer zweiten Zeile wird dann ein konkretes Beispiel aus einer Einzelsprache angeführt: Türkisch für die Turksprachen, Chalcha für die mongolische Familie, eine tungusische Einzelsprache (Mandschu oder Ewenki) und neuere Formen des Koreanischen und Japanischen.
Da an den Wortgleichungen dieser Tabelle vieles interpretierbar ist (zum Beispiel die Rekonstruktion der Protoformen, die Breite des Bedeutungsfeldes), kann man sie trotz der Fülle an Daten nicht unmittelbar als einen Beweis der genetischen Einheit der makro-altaischen Sprachgruppe bzw. des Altaischen i. w. S. betrachten. Viele Parallelen könnten auch auf Sprachkontakte und Entlehnungen zurückzuführen sein. Auf der anderen Seite zeigt dieses Material – das man um ein Vielfaches erweitern könnte –, dass eine genetische Einheit – wenigstens des Altaischen im engeren Sinne – auch nicht einfach von der Hand zu weisen ist.
| Bedeutungsfeld                 | Proto- Turksprach. | Proto- Mongolisch | Proto- Tungusisch  | Alt- Koreanisch | Alt- Japanisch | Proto- Altaisch |
| ------------------------------ | ------------------ | ----------------- | ------------------ | --------------- | -------------- | --------------- |
|                                | Türkisch           | Chalcha           | Tungus. Einzelspr. | Koreanisch      | Japanisch      | .               |
| Brust, Herz, saugen            | *gökür             | *kökön            | *kukun             | *kokai          | *kəkərə        | **koke          |
|                                | göğüs              | χöχ               | oχo                | kogäŋi          | kokoro         | .               |
| Rippe, Brust                   | *bokana            | *bogoni           | *boka              | .               | *baki          | **boka          |
|                                | bağır              | bogino            | boqšon             | .               | waki           | .               |
| Schulter, Widerrist            | *jagır             | *dajira           | *daga              | .               | .              | **dagV          |
|                                | yağrı              | dajr              | daγana             | .               | .              | .               |
| Schlüsselbein                  | *egin              | *egem             | *emuge             | .               | .              | **egemV         |
|                                | eğin               | egem              | emuge              | .               | .              | .               |
| Eingeweide, Bauch              | *kurg-sak          | *kurkag           | *χurke             | *kurəi          | .              | **kurgo         |
|                                | kursak             | χurχag            | χuike              | kurgi           | .              | .               |
| Armbeuge, Bein, Flügel, Flosse | *kajnat            | *kai              | *kene              | .               | *kanai         | **kena          |
|                                | kanat              | χa'a              | kenete             | .               | kane           | .               |
| Hand, Arm                      | *karı              | *gar              | .                  | .               | *kata (?)      | **gara          |
|                                | kar-uža            | gar               | .                  | .               | kata?          | .               |
| Handgelenk, Handschuh          | *bilek             | *begelej          | *bilen             | .               | .              | **bili          |
|                                | bilek              | belij             | bilen              | .               | .              | .               |
| Kopf, Haupt, Chef              | *tum               | *tom              | *tumŋu             | .               | *tum?          | **tumu          |
|                                | tüm-sek            | tumlaj            | tuŋun              | .               | tsumuri?       | .               |
| Kehle                          | *boguŕ             | *bagalžur         | *bukse             | .               | *pukum         | **boku          |
|                                | boğaz              | bagalžur          | buχe               | .               | fukum?         | .               |
| Zunge, Sprache                 | *kele              | *kele             | *χilŋü             | .               | .              | **kiali         |
|                                | dil                | χele              | ileŋu              | .               | .              | .               |
| Ferse                          | *topık             | *tojig            | *topVg             | .               | *tu(m)pu       | **topu          |
|                                | topuk              | tojg              | tobga              | .               | tumpu          | .               |
| Rinde, Haut, Blatt             | *kapuk             | *kawda            | *χabda             | *kaph-          | *kapa          | **kapa          |
|                                | kabuk              | χudas             | χabdata            | kaphar          | kawa           | .               |
| Blut, Gesundheit, schön, rot   | *sag               | *sajin            | *segu              | *sa'o-          | .              | **segu          |
|                                | sağ                | sajn              | seŋi               | sanap           | .              | .               |
| Nerv, Sehne, Ader              | *siŋir             | .                 | *sire              | *siur           | .              | **siŋrir        |
|                                | sinir              | .                 | sirge              | siwi            | .              | .               |
| Traum, träumend                | *dül               | *tölge            | *tolkin            | .               | .              | **tulke         |
|                                | düş, dalgın        | tölög             | tolgin             | .               | .              | .               |
| (alte) Frau                    | *eme               | *eme              | *emV               | *amh            | *mia?          | **eme           |
|                                | ebe                | em                | emi(le)            | am              | me(-su)?       | .               |
| Vogelart                       | *torgaj            | *turagu           | *turaki            | *tark           | *təri          | **toro          |
|                                | turgay             | turaγu            | turaki             | tark (M)        | tori           | .               |
| Laus, Nisse                    | *sirke             | *sirke            | *sire              | .               | *siramu        | **siajri        |
|                                | sirke              | širχ              | sirikte            | .               | shirami        | .               |
| Staub, Schnee, Rauch           | *buruk             | *burgi            | *bureki            | .               | .              | *boru           |
|                                | buruk              | burgi             | buraki             | .               | .              | .               |
| Regen, Schnee, Nebel           | .                  | *siγurga          | *sig               | .               | *sigure        | **sig-ur        |
|                                | sağanak            | šurga             | sigan              | .               | shigure        | .               |
| Sommer, Frühling               | *jaj               | *nažir            | .                  | *nač            | natsu          | **nažV          |
|                                | yay-la             | nažir             | .                  | nač             | .              | .               |
| Sand, Staub, Wüste             | *kum               | *kumaki           | *küme              | .               | .              | **kiume         |
|                                | kum                | χumag             | kumi               | .               | .              | .               |
| Erde, Staub, Teer              | *toŕ               | *tor              | *tur               | *tırı           | .              | **tore          |
|                                | toz                | tortog            | tur                | tırı            | .              | .               |
| Stein                          | *dial              | *čilaγu           | *žola              | torh            | .              | **tioli         |
|                                | taş                | čulu              | žolo               | tol             | .              | .               |
| Netz, Netzwerk                 | *tor               | *towr             | *turku             | *tarachi        | *turi          | **tobru         |
|                                | tor                | tor               | tur-ku             | tar-äki         | tsuri          | .               |
| saure Milch, Ayran             | *ajran             | *ajirag           | *ajara             | .               | .              | **ajira         |
|                                | ayran              | ajrag             | ajara              | .               | .              | .               |
| Salz, bitter                   | *duŕ               | *dabusu           | *žujar             | *čjer           | *tura          | **čiober        |
|                                | tuz                | davs              | žušu               | čel             | tsura          | .               |
| vollenden, genug               | *büt               | *möči             | *mute              | *mota           | *muta          | **muti          |
|                                | büt (AT)           | möčis             | mute-              | modu            | muta?          | .               |
| beißen, nagen                  | *gemür             | *kemeli           | *kemki             | .               | *kam           | **kema          |
|                                | kemir              | χimle             | kemki              | .               | kam            | .               |
| erreichen, betreten            | *gir               | *kür              | *χür               | .               | .              | **kiure         |
|                                | gir-iş             | χüre              | χuru               | .               | .              | .               |
| flechten, weben                | *ör                | *ör               | .                  | *or             | *ər            | **ore           |
|                                | ör-mek             | örmög             | .                  | ol              | or             | .               |
| fett (sein)                    | *semir             | *semži            | *semesi            | .               | .              | **seme          |
| .                              | semiz              | semš              | semsu              | .               | .              | .               |
| lang, spät                     | *uŕun              | *urtu             | *χür               | *ora            | .              | **iuŕo          |
|                                | uzun               | urt               | irekte?            | orä             | .              | .               |
| schwach, krank, Diener/Krieger | *alp               | *alban            | *alba              | *arpha          | *apar          | **alpa          |
|                                | alp                | alba              | alba               | aphı            | aware          | .               |
| eins, gesamt                   | *bir               | *büri             | .                  | *piri           | .              | **biuri         |
|                                | bir                | büri              | .                  | pir-oso         | .              | .               |
| wer                            | *kem,ka            | *ken,ka           | *χia               | *ka             | *ka            | **ka(j)         |
|                                | kim                | χen               | ai, ja             | -ka             | -ka            | .               |
| ich, wir                       | *be-               | *bi,min           | *bi,mün            | .               | *ba            | **bi            |
|                                | ben                | bi                | bi                 | .               | wa             | .               |

Vereinfachte phonetische Darstellung der Proto-Formen und einzelsprachlichen Beispiele.
Die einzelsprachlichen Beispiele sind für die Turksprachen in der Regel aus dem Türkischen und für das Mongolische aus dem Chalcha genommen. Die tungusischen Beispiele stammen meist aus dem Manchu oder Evenki.
Quelle: S. Starostin, A.V. Dybo, O.A. Mudrak: Altaische Etymologie. Internet-Datenbank 2005.

### Parallelen der Nominalmorphologie
Da die Grammatik weniger einfach als das Lexikon von einer anderen Sprache entlehnt werden kann, ist erstere ein starker Hinweis auf eine genetische Verwandtschaft. Starostin u. a. (2003) rekonstruierten die folgenden Übereinstimmungen zwischen Kasus und Numerus Suffixe des (Makro-)Altaischen (aus Blažek, 2006):
| Kasus                        | Kasus                                        | Kasus                                        | Kasus                                                   | Kasus                                  | Kasus                                |
| Proto-Altaisch               | Proto-Turkspr. (*), Alttürkisch              | Proto-Mongolisch (*), Klassisches Mongolisch | Proto-Tungusisch                                        | Proto-Koreanisch (*), Mittelkoreanisch | Proto-Japanisch (*), Altjapanisch    |
| ---------------------------- | -------------------------------------------- | -------------------------------------------- | ------------------------------------------------------- | -------------------------------------- | ------------------------------------ |
| Nominativ: 0                 | 0                                            | 0                                            | 0                                                       | 0                                      | 0                                    |
| Akkusativ: /be/              |                                              |                                              | /ba/, /be/                                              |                                        | /wo/                                 |
| Partitiv: /ga/               | -/ʁ/, -/ɯʁ/, -/g/, -/ig/                     | *-/ʁ/ (Akkusativ)                            | /ga/                                                    |                                        | /ga/ (Possessiv)                     |
| Genitiv: -/nʲV/              | -/ŋ/                                         | *-/n/                                        | -/ŋi/                                                   | -/nʲ/                                  | /no/                                 |
| Dativ-Lokativ: /du/, /da/    | -/ta/, -/da/, -/te/, -/de/ (Lokativ-Ablativ) | -/da/ (Dativ-Lokativ), -/du/ (Attributiv)    | /du/ (Dativ), -/daː/- (Lokativ)                         |                                        | -/tu/ (Attributiv-Lokative)          |
| Dativ-Instrumental: -/nV/    | -/n/, -/ɯn/, -/in/ (Instrumental)            |                                              |                                                         |                                        | /ni/ (Dativ-Lokativ)                 |
| Dativ-Direktiv: -/kʰV/       | -/qa/, -/ke/ (Dativ)                         |                                              | /kiː/ (Direktiv)                                        |                                        |                                      |
| Komitativ-Lokativ: -/lV/     | -/li/, -/lɯʁ/                                |                                              | /laː/ (Lokativ), -/liː/ (Prolativ), -/luʁa/ (Komitativ) | -/ro/ (Instrumental-Lativ)             |                                      |
| Komitativ-Äquativ: -/t͡ʃʰa/   | -/t͡ʃa/, -/t͡ʃe/ (Äquativ)                     | /t͡ʃa/ (Ablativ), /t͡ʃa/, /t͡ʃaʁa/ (Terminativ) |                                                         |                                        | /to/ (Komitativ)                     |
| Allativ: -/gV/               | -/ʁaru/, -/gery/ (Direktiv)                  | *-/ʁa/, -/a/                                 | /giː/ (Allativ)                                         | -/əi/                                  |                                      |
| Direktiv: -/rV/              | -/ʁaru/, -/gery/                             | -/ru/                                        |                                                         | -/ro/ (Lativ)                          |                                      |
| Instrumental-Ablativ: -/d͡ʒV/ | *?-/ja/, -/a/ Terminaler Dativ               |                                              | /d͡ʒi/                                                   |                                        | /ju/ (Ablativ)                       |
| Singulativ: -/nV/            |                                              | *-/n/                                        | -/n/                                                    |                                        |                                      |
| Numerus                      |                                              |                                              |                                                         |                                        |                                      |
| Dual: -/rʲV/                 | *-/rʲ/ (Plural für gepaarte Objekte)         |                                              | -/r/ (Plural)                                           |                                        | *-/rə/ (Plural für gepaarte Objekte) |
| Plural: -/tʰ/-               | *-/t/                                        | -/d/                                         | -/ta/, -/te/, -/tan/, -/ten/                            | *-/tɯr/                                | *-/tati/                             |
| Plural: -/s/-                |                                              | *-/s/                                        | -/sal/                                                  |                                        |                                      |
| Plural: -/l/-                | *-/lar/                                      | *-/nar/                                      | -/l/, -/sal/                                            |                                        | *-/ra/                               |

/V/ symbolisiert einen unbestimmten Vokal. Suffixe, die für das Proto-Türkische, Proto-Mongolische, Proto-Koreanische oder Proto-Japanische rekonstruiert wurden, die aber nicht aus dem Alttürkischen, Klassischen Mongolischen, Mittelkoreanischen oder Altjapanischen überliefert sind, wurden mit einem Stern gekennzeichnet.

### Personalpronomen
Personalpronomen werden deutlich weniger häufig entlehnt als andere Wörter einer anderen Sprache. Dies gilt insbesondere für ein ganzes System von Personalpronomen. Nachfolgend werden basierend auf Starostin u. a. (2003) und Blažek (2006) die Personalpronomen des Proto-Altaischen in der IPA-Schreibweise dargestellt (Bedeutung von /V/ und Stern wie oben), wobei sich weitgehende Entsprechungen zeigen (für Entsprechungen mit anderen Sprachen siehe Beitrag zu Eurasiatisch).
|                  | Proto-Altaisch          | Proto-Turkspr. | Proto-Mongolisch (*), Klassisches Mongolisch | Proto-Tungusisch | Proto-Koreanisch (*), Mittelkoreanisch | Proto-Japanisch |
| ---------------- | ----------------------- | -------------- | -------------------------------------------- | ---------------- | -------------------------------------- | --------------- |
| „ich“            | /bi/                    | /be/           | */bi/                                        | /bi/             |                                        | /ba/            |
| „mir“ (oblique)  | /mine/-                 | /men/          | */min/-                                      | /min/-           |                                        |                 |
| „ich“            | /ŋa/                    |                | */nad/-, -/m/- (Oblique)                     |                  | /na/                                   | /a/-            |
| „du“             | /si/ und/oder /tʰi/     | /se/           | */t͡ʃi/                                       | /si/             |                                        | /si/            |
| „dir“ (oblique)  | /sin/- und/oder /tʰin/- | /sen/          | ?*/t͡ʃin/-                                    |                  |                                        |                 |
| „du“             | /na/                    | -/ŋ/           |                                              |                  | */nə/                                  | /na/            |
| „wir“            | /ba/                    | /birʲ/         | */ba/                                        | /bue/            | /uri/                                  | /ba/            |
| „uns“ (oblique)  | /myn/-                  |                | */man/-                                      | /myn/-           |                                        |                 |
| „ihr“ (pl.)      | /sV/ und/oder /tʰV/     | /s/            | */ta/                                        | /suː/            |                                        |                 |
| „euch“ (oblique) | /sVn/-                  |                |                                              | /sun/-           |                                        |                 |

Das durchgehende Muster ist ein Labial in der 1. Person und ein Dental in der 2. Person. Dieses Muster tritt allerdings auch bei den nostratischen und eurasiatischen Sprachen in großem Umfang auf und hat somit für das Altaische keine besonders starke Aussagekraft.

### Rekonstruierte Phonologie
Basierend auf den untenstehenden Relationen zwischen den einzelnen Proto-Sprachen wird für Makro-Altaisch das folgende Phonem-Inventar angenommen (nach Blažek 2006 und Starostin u. a. 2003 mit Umschrift in das IPA-System (IPA)).
Konsonanten
|             |             | Bilabial | Alveolar oder Dental | Alveolopalatal | Postalveolar | Palatal | Velar |
| ----------- | ----------- | -------- | -------------------- | -------------- | ------------ | ------- | ----- |
| Plosiv      | aspiriert   | /pʰ/     | /tʰ/                 |                |              |         | /kʰ/  |
| Plosiv      | stimmlos    | /p/      | /t/                  |                |              |         | /k/   |
| Plosiv      | stimmhaft   | /b/      | /d/                  |                |              |         | /g/   |
| Affrikate   | aspiriert   |          |                      |                | /t͡ʃʰ/        |         |       |
| Affrikate   | stimmlos    |          |                      |                | /t͡ʃ/         |         |       |
| Affrikate   | stimmhaft   |          |                      |                | /d͡ʒ/         |         |       |
| Frikativ    | stimmlos    |          | /s/                  |                | /ʃ/          |         |       |
| Frikativ    | stimmhaft   |          | /z/¹                 |                |              |         |       |
| Nasal       | Nasal       | /m/      | /n/                  | /nʲ/           |              |         | /ŋ/   |
| Vibrant     | Vibrant     |          | /r/²                 | /rʲ/           |              |         |       |
| Approximant | Approximant |          | /l/                  | /lʲ/           |              | /j/²    |       |

¹ Dieses Phonem kommt nur am Wortbeginn vor
² Diese Phoneme kommen nur im Wortinnern vor
Vokale
|             | vorne    | vorne    | hinten |
| ----------- | -------- | -------- | ------ |
| ungerundet  | gerundet | gerundet |        |
| geschlossen | /i/      | /y/      | /u/    |
| Mitte       | /e/      | /ø/      | /o/    |
| halboffen   | /æ/      |          |        |
| offen       | /a/      | /a/      | /a/    |

Nicht klar ist, ob /æ/, /ø/, /y/ Monophthonge wie hier gezeigt (angenommen [æ œ~ø ʏ~y]) oder Diphthonge ([i̯a~i̯ɑ i̯ɔ~i̯o i̯ʊ~i̯u]) sind; beides wird gleich vokalisiert. In jedem Fall kommen sie jeweils nur in der ersten Wortsilbe vor.

### Altaische Lautgesetze
Ein besonders deutlicher Hinweis oder sogar Nachweis der genetischen Einheit ist die Existenz von Lautgesetzen, die die Sprachfamilien miteinander verbinden. Poppe 1960 geht z. B. von folgenden Serien für das Türkische und Mongolische aus:
| Proto-Altaisch | Türkisch | Tschuwasch | Mittel-Mongol. | Mongolisch | Sonst        |
| -------------- | -------- | ---------- | -------------- | ---------- | ------------ |
| /*p-/ >        | /Ø-/     |            | /h-/           | /Ø-/       | Monguor /f-/ |
| /*-r-/ >       | /-z-/    | /-r-/      |                | /-r-/      |              |

In Worten:
- Proto-altaisches anlautendes /p/ verschwindet im Proto-Türkischen und wird im Proto-Mongolischen zu /h/, im modernen Mongolischen verschwindet es ebenso. (Nur im Monguor wird es zu /f/.)
- Proto-altaisches innervokalisches /r/ wird Proto-türkisch zu /z/, allerdings im aberranten türkischen Tschuwaschischen und im Mongolischen bleibt /r/ erhalten.

In dem türkisch-mongolischen Wort für lang greifen diese Lautgesetze ineinander und bilden eine überzeugende etymologische Relation:
- Mittel-Mongol. hurtu, Mongol. urtu, Monguor fudur;
- Alt-Türkisch uzun, Tschuwaschisch vorom

Poppe 1973 antwortet ironisch denen (z. B. dem Turkologen Doerfer), die auch eine solche Gleichung lediglich für ein Resultat von Entlehnungen vom Türkischen ins Mongolische halten (nach R. A. Miller 1991): „Die Wurzel ist also mong. ur- = turk. uz-, wo /r/ und /z/ regelrechte Entsprechungen sind. Wenn dies eine Entlehnung aus den Turksprachen ist, so müssen die Mongolen ‚nur‘ die Wurzel uz- entlehnt haben, /z/ in /r/ ‚verwandelt‘ … und außerdem ein prothetisches /*p-/ angesetzt haben (vgl. Monguor fudur), was gewiss ganz absurd ist.“

### Lautentsprechungen
Falls eine Proto(-Makro)-Altaische Sprache einst tatsächlich existiert haben sollte, müsste es möglich sein, regelmäßige Lautentsprechungen zwischen dieser Protosprache und ihren Nachfolgesprachen zu rekonstruieren; dadurch würde es z. B. möglich, zwischen urverwandten und entlehnten Wörtern einfacher zu unterscheiden. Die letzte und bisher erfolgreichste Version basierend auf Blažek (2006) und Starostin u. a. (2003) wird nachstehend im IPA-System dargestellt.
Wenn ein Proto-Altaisches Phonem sich je nach Stellung in einem Wort (Anfang, Inneres oder Ende) unterscheidet, ist der Spezialfall (oder alle Fälle) mit einem Hyphen markiert; z. B. Proto-Altaisches /pʰ/ verschwindet (markiert „0“) oder wird zu /j/ zu Beginn und zu /p/ sonst wo in einem türkischen Wort.
Konsonanten
| Proto-Altaisch | Proto-Turkspr.     | Proto-Mongolisch                             | Proto-Tungusisch    | Proto-Koreanisch       | Proto-Japanisch           |
| -------------- | ------------------ | -------------------------------------------- | ------------------- | ---------------------- | ------------------------- |
| /pʰ/           | 0-, /j/-, /p/      | /h/-¹, /j/-, -/b/-, -/h/-¹, -/b/             | /p/                 | /p/                    | /p/                       |
| /tʰ/           | /t/-, /d/-², /t/   | /t/, /t͡ʃ/³, -/d/                             | /t/                 | /t/                    | /t/                       |
| /kʰ/           | /k/                | /k/-, -/k/-, -/g/-4, -/g/                    | /x/-, /k/, /x/      | /k/, /h/               | /k/                       |
| /p/            | /b/                | /b/-, /h/-¹, /b/                             | /p/-, /b/           | /p/                    | /p/                       |
| /t/            | /d/-, /t/          | /t/, /t͡ʃ/³                                   | /d/-, /d͡ʒ/-5, /t/   | /t/, -/r/-             | /t/-, /d/-, /t/           |
| /k/            | /k/-, /k/, /g/6    | /k/-, /g/                                    | /k/-, /g/-, /g/     | /k/-, -/h/-, -0-, -/k/ | /k/                       |
| /b/            | /b/                | /b/-, -/h/-, -/b/-7, -/b/                    | /b/                 | /p/, -/b/-             | /p/-, /w/, /b/8, /p/9     |
| /d/            | /j/-, /d/          | /d/, /d͡ʒ/³                                   | /d/                 | /t/, -/r/-             | /d/-, /t/-, /t/, /j/      |
| /g/            | /g/                | /g/-, -/h/-, -/g/-4, -/g/                    | /g/                 | /k/, -/h/-, -0-        | /k/-, /k/, 010            |
| /t͡ʃʰ/          | /t͡ʃ/               | /t͡ʃ/                                         | /t͡ʃ/                | /t͡ʃ/                   | /t/                       |
| /t͡ʃ/           | /d/-, /t͡ʃ/         | /d/-, /d͡ʒ/-³, /t͡ʃ/                           | /s/-, -/d͡ʒ/-, -/s/- | /t͡ʃ/                   | /t/-, -/s/-               |
| /d͡ʒ/           | /j/                | /d͡ʒ/                                         | /d͡ʒ/                | /t͡ʃ/                   | /d/-, /j/                 |
| /s/            | /s/                | /s/                                          | /s/                 | /s/-, /h/-, /s/        | /s/                       |
| /ʃ/            | /s/-, /t͡ʃ/-11, /s/ | /s/-, /t͡ʃ/-11, /s/                           | /ʃ/                 | /s/                    | /s/                       |
| /z/            | /j/                | /s/                                          | /s/                 | /s/                    | /s/                       |
| /m/            | /b/-, -/m/-        | /m/                                          | /m/                 | /m/                    | /m/                       |
| /n/            | /j/-, -/n/-        | /n/                                          | /n/                 | /n/                    | /n/                       |
| /nʲ/           | /j/-, /nʲ/         | /d͡ʒ/-, /j/, /n/                              | /nʲ/                | /n/-, /nʲ/             | /m/-, /n/, /m/            |
| /ŋ/            | 0-, /j/-, /ŋ/      | 0-, /j/-, /g/-12, /n/-13, /ŋ/, /n/, /m/, /h/ | /ŋ/                 | /n/-, /ŋ/, 0           | 0-, /n/-, /m/-5, /m/, /n/ |
| /r/            | /r/                | /r/                                          | /r/                 | /r/                    | /r/, /t/14                |
| /rʲ/           | /rʲ/               | /r/                                          | /r/                 | /r/                    | /r/, /t/                  |
| /l/            | /j/-, /l/          | /n/-, /l/-, /l/                              | /l/                 | /n/-, /r/              | /n/-, /r/                 |
| /lʲ/           | /j/-, /lʲ/         | /d/-, /d͡ʒ/-³, /l/                            | /l/                 | /n/-, /r/              | /n/-, /s/                 |
| /j/            | /j/                | /j/, /h/                                     | /j/                 | /j/, 0                 | /j/, 0                    |

- ¹ Monguor hat /f/ hier stattdessen (Kaiser & Shevoroshkin 1988); es ist daher sehr wahrscheinlich, dass Proto-Mongolisch auch /f/ hatte, das dann /h/ wurde (und dann verschwand) in allen Nachfolgesprachen außer Monguor. Tabgač und Chitan, zwei von Starostin u. a. (2003) nicht berücksichtigte seit mehr als 1000 Jahren ausgestorbene mongolische Sprachen, hatten selbst noch /p/ an dieser Stelle (Blažek 2006).
- ² Dies erfolgte bei nächstem Konsonant im Wort /lʲ/, /rʲ/, or /r/.
- ³ Vor /i/.
- 4 Bei nächstem Konsonanten im Wort /h/.
- 5 Gefolgt von /æ/, /ø/, /y/.
- 6 Bei nächstem Konsonanten im Wort /r/.
- 7 Bei vorangehendem Konsonanten /r/, /rʲ/, /l/, or /lʲ/, oder bei nächstem Konsonanten /g/.
- 8 Bei nächstem Vokal /a/, /ə/, oder gefolgt von /j/.
- 9 Gefolgt von /i/ und dann einem weiteren Vokal oder von /j/.
- 10 Bei einem vorangehenden Vokal mit vorangehendem /i/.
- 11 Gefolgt von /a/.
- 12 Gefolgt von /u/.
- 13 Gefolgt von by /a/, /o/, or /e/.
- 14 Gefolgt von /i/ or /u/.

Vokale
Wie oben ausgeführt, ist die Vokalharmonie in den altaischen Sprachen weitverbreitet. Die meisten Turksprachen sowie die mongolischen und einige tungusische Sprachen besitzen sie, das Koreanische verliert sie derzeit langsam, für das Altjapanische kann Vokalharmonie rekonstruiert werden. Vokalharmonie ist auch typisch bei den benachbarten uralischen Sprachen und wurde daher früher als Argument für die sogenannte Ural-Altaische Hypothese verwendet, die inzwischen aufgegeben wurde. Trotzdem rekonstruieren Starostin u. a. (2003) Proto-Altaisch als Sprache ohne Vokalharmonie und betrachten sie in jeder Tochtersprache als Angleichung des Vokals in der ersten Silbe an den Vokal der letzten Silbe, die dann gewöhnlich verloren ging. Die nachfolgende Tabelle entstammt Blažek (2006):
| Proto-Altaisch | Proto-Altaisch | Proto-Turkspr.   | Proto-Mongolisch        | Proto-Tungusisch | Mittelkoreanisch               | Proto-Japanisch |
| erste S.       | letzte S.      | erste Silbe      | erste Silbe             | erste Silbe      | erste Silbe                    | erste Silbe     |
| -------------- | -------------- | ---------------- | ----------------------- | ---------------- | ------------------------------ | --------------- |
| /a/            | /a/            | /a/              | /a/                     | /a/              | /a/, /ə/                       | /a/             |
| /a/            | /e/            | /a/, /ɯ/         | /a/, /i/                | /a/              | /a/, /ə/                       | /ə/             |
| /a/            | /i/            | /e/, /a/         | /a/, /e/                | /a/              | /a/, /ə/, /i/                  | /i/             |
| /a/            | /o/            | /o/, /ja/, /aj/  | /a/, /i/, /e/           | /a/              | /a/, /o/                       | /a/             |
| /a/            | /u/            | /a/              | /a/, /o/, /u/           | /a/              | /a/, /ə/, /o/, /u/             | /u/             |
| /e/            | /a/            | /a/, /e/         | /a/, /e/                | /e/              | /a/, /ə/                       | /a/             |
| /e/            | /e/            | /e/, /ja/        | /e/, /ja/               | /e/              | /a/, /ə/, /i/, /ɯ/             | /ə/             |
| /e/            | /i/            | /e/, /ja/        | /e/, /i/                | /e/              | /i/, /ɯ/, /a/, /ə/             | /i/             |
| /e/            | /o/            | /a/, /e/         | /a/, /e/, /y/², /ø/²    | /e/              | /a/, /o/, /u/                  | /ə/, /a/        |
| /e/            | /u/            | /e/, /a/         | /e/, /a/, /o/²          | /e/              | /o/, /u/, /a/                  | /u/             |
| /i/            | /a/            | /ɯ/, /i/         | /i/                     | /i/              | /a/, /ə/                       | /a/             |
| /i/            | /e/            | /e/              | /e/, /i/                | /i/              | /i/, /ɯ/                       | /i/             |
| /i/            | /i/            | /i/              | /i/, /e/¹               | /i/              | /i/                            | /i/             |
| /i/            | /o/            | /ɯ/              | /i/                     | /i/              | /o/, /u/, /ɯ/                  | /i/, /ə/        |
| /i/            | /u/            | /ɯ/, /i/         | /i/                     | /i/              | /i/, /ɯ/                       | /u/             |
| /o/            | /a/            | /o/              | /o/, /u/                | /o/, /u/         | /a/, /ə/                       | /a/             |
| /o/            | /e/            | /ø/, /o/         | /ø/, /y/, /o/           | /o/, /u/         | /ɯ/, /o/, /u/                  | /ə/             |
| /o/            | /i/            | /ø/, /o/         | /ø/                     | /o/, /u/         | /o/, /u/                       | /u/             |
| /o/            | /o/            | /o/              | /u/                     | /o/, /u/         | /a/, /ə/                       | /ə/             |
| /o/            | /u/            | /o/              | /o/, /u/                | /o/, /u/         | /a/, /o/, /u/                  | /u/             |
| /u/            | /a/            | /u/, /o/         | /a/, /o/, /u/           | /o/, /u/         | /a/, /ə/                       | /a/             |
| /u/            | /e/            | /y/              | /o/, /u/, /y/           | /u/              | /a/, /ə/                       | /ua/, /a/¹      |
| /u/            | /i/            | /y/, /u/         | /y/, /ø/                | /u/              | /o/, /u/, /ɯ/                  | /u/             |
| /u/            | /o/            | /u/              | /o/, /u/                | /o/, /u/         | /o/, /u/, /ɯ/                  | /ə/             |
| /u/            | /u/            | /u/              | /o/, /u/                | /o/, /u/         | /o/, /u/                       | /u/             |
| /æ/            | /a/            | /ia/, /ja/, /e/  | /a/                     | /ia/, /i/³       | /a/                            | /a/             |
| /æ/            | /e/            | /ia/, /ja/       | /i/, /a/, /e/           | /i/              | /i/, /ə/, /jə/                 | /ə/             |
| /æ/            | /i/            | /ia/, /ja/, /e/  | /i/, /e/                | /ia/, /i/³       | /a/, /ə/, /jə/                 | /i/             |
| /æ/            | /o/            | /ia/, /ja/, /a/¹ | /e/                     | /o/, /u/         | /a/, /o/, /u/                  | /a/             |
| /æ/            | /u/            | /e/, /a/         | /a/, /o/, /u/           | /o/, /u/         | /o/, /u/, /ə/, /jə/            | /u/             |
| /ø/            | /a/            | /ia/, /ja/, /a/¹ | /a/, /o/, /u/           | /o/, /u/         | /o/, /u/, /a/                  | /a/             |
| /ø/            | /e/            | /e/, /a/         | /e/, /ø/                | /o/, /u/         | /o/, /u/, /jə/                 | /ə/, /u/        |
| /ø/            | /i/            | /ia/, /ja/, /a/¹ | /i/, /e/, /ø/           | /o/, /u/         | /o/, /u/, /a/                  | /i/             |
| /ø/            | /o/            | /o/, /u/         | /ø/, /y/, /o/, /u/      | /i/              | /i/, /ə/, /jə/                 | /ə/, /a/        |
| /ø/            | /u/            | /u/, /o/         | /e/, /i/, /u/           | /ia/, /i/³       | /a/, /u/, /jə/                 | /u/             |
| /y/            | /a/            | /ɯ/              | /o/, /u/, /i/           | /o/, /u/         | /a/, /ə/                       | /a/             |
| /y/            | /e/            | /y/, /ø/, /i/4   | /ø/, /y/, /o/, /u/      | /y/, /u/¹        | /a/, /ə/, /ja/, /jə/, /o/, /u/ | /u/, /ə/        |
| /y/            | /i/            | /y/, /ø/         | /ø/, /y/, /o/, /u/      | /i/, /u/¹        | /ɯ/, /i/, /o/, /u/             | /i/             |
| /y/            | /o/            | /u/, /o/         | /o/, /u/                | /y/              | /a/, /ə/, /ja/, /jə/, /o/, /u/ | /u/, /ə/        |
| /y/            | /u/            | /ɯ/              | /i/, /o/, /u/, /y/, /ø/ | /o/, /u/         | /o/, /u/, /i/, /ɯ/             | /u/             |

- ¹ Bei vorangehendem bilabialem Konsonanten
- ² Bei vorangehendem oder folgendem bilabialen Konsonanten.
- ³ Bei vorangehendem Frikativ (/s/, /ʃ/, /x/).
- 4 bei folgendem Vibranten, /l/, oder /lʲ/.

### Fazit
Es ist nicht ausgeschlossen, dass die makro-altaischen Sprachen eine genetische Einheit bilden. Die Wahrscheinlichkeit einer Einheit des Altaischen im engeren Sinne – also Turksprachen-Mongolisch-Tungusisch – ist deutlich höher als die Wahrscheinlichkeit der makro-altaischen Variante. Es kann aber letztlich auch nicht ausgeschlossen werden, dass alle gezeigten Parallelen auf Kontaktphänomene und Entlehnungen zurückgehen. Klar ist aber auch, dass nach dem heutigen Kenntnisstand eine Aussage der Art „es gibt mit Sicherheit keine genetische Einheit der altaischen Sprachen“ nicht haltbar ist.
Vielleicht führen künftige Forschungsresultate zu eindeutigeren Ergebnissen. So konnte bis heute nur rund ein Drittel der beiden Varianten der Kitan-Schrift entziffert werden, wobei die verwendeten Zeichen eben nicht nur Logogramme, sondern auch Morpheme wiedergeben und damit direkte Rückschlüsse auf die damals verwendete altmongolische Sprache vor dem 12. Jahrhundert erlauben. Die Mongolei und Mandschurei sind heute zudem archäologisch noch nicht so gut erforscht, dass weitere bedeutende Textfunde mit Rückschlüssen auf die früher dort gesprochenen mongolischen und tungusischen Sprachen ausgeschlossen werden können, die sich dann mit den ältesten türkischen Texten vergleichen lassen.
Aufschlussreich wäre in diesem Zusammenhang auch die intensivere Bearbeitung der konservativen Kleinsprachen der drei Sprachfamilien und nicht nur hauptsächlich der nach Zahl ihrer Sprecher bedeutendsten Sprachen, das vermehrte Heranziehen frühester Schriftquellen aller 5 Hauptgruppen und die Ausarbeitung einer vergleichenden altaischen Morphologie des Verbums analog zu den bereits vorhandenen Rekonstruktionen der Kasus des Nomens.
Ob eine Behandlung des (Makro-)Altaischen im Rahmen der Makrofamilien Eurasiatisch und Nostratisch mehr Klarheit in dieses Problem bringen kann, ist umstritten, da diese Makrofamilien ihrerseits nicht auf gesicherten Fundamenten stehen.

## Altaistik
Altaistik ist als Oberbegriff der Wissenschaftsdisziplinen, die sich mit den entsprechenden Sprachen, Völkern, Geschichte(n) und Kulturen beschäftigen, bis heute in der wissenschaftlichen Welt in Gebrauch. Ein Grund dafür ist die Tradition und die Struktur von Lehr- und Forschungseinrichtungen. Darüber hinaus sind jenseits der in Frage gestellten sprachgenetischen Verwandtschaft viele andere historische und kulturelle Gemeinsamkeiten zu betrachten. Auch die Erforschung des zumindest existierenden altaischen Sprachbundes, der die Turksprachen und mongolischen und tungusischen Sprachen umfasst, vielleicht auch das Koreanische und Japanische, macht eine Altaistik auch in Zukunft als Fach und Forschungsgebiet sinnvoll und wertvoll. Sie könnte auch – zusammen mit der Uralistik und Indogermanistik – den Kern einer Forschungsrichtung darstellen, die sich mit der aktuellen Thematik der eurasischen Makrofamilien (Eurasiatisch und Nostratisch) befasst.